# Barthe
Barthe település Franciaországban, Hautes-Pyrénées megyében. Lakosainak száma 26 fő (2022. január 1.). Barthe Larroque, Betpouy, Castelnau-Magnoac, Organ és Puntous községekkel határos.

## Népesség
A település népességének változása:
| Lakosok száma | 18   | 16   | 18   | 21   | 23   | 24   | 25   | 26   |
|               | 2013 | 2015 | 2017 | 2018 | 2019 | 2020 | 2021 | 2022 |